# Melissa Etheridge
Pour les articles homonymes, voir Etheridge.
 (août 2023).
Si vous disposez d'ouvrages ou d'articles de référence ou si vous connaissez des sites web de qualité traitant du thème abordé ici, merci de compléter l'article en donnant les références utiles à sa vérifiabilité et en les liant à la section « Notes et références ».
En pratique : Quelles sources sont attendues ? Comment ajouter mes sources ?
Melissa Lou Etheridge (née le 29 mai 1961 à Leavenworth dans le Kansas) est une chanteuse, guitariste, actrice et militante américaine. Son premier album éponyme, Melissa Etheridge, est sorti en 1988 et est devenu un succès underground. L'album a culminé à la 22e place du Billboard 200 et son premier single, Bring Me Some Water, lui a valu sa première nomination au Grammy Award de la meilleure performance vocale rock féminine. Aussi extraites de son premier album, les chansons Similar Features, I Want You et incontestablement Like the Way I Do, figurent parmi les plus appréciées par ses fans. En 1993, Melissa a remporté son premier Grammy Award pour son single Ain't It Heavy de son troisième album, Never Enough. Plus tard cette année-là, elle publie ce qui deviendra son album révolutionnaire, Yes I Am. Ses chansons I'm the Only One et Come to My Window ont tous deux figuré dans le top 30 aux États-Unis et ce dernier lui a apporté son deuxième Grammy Award. Yes I Am a grimpé au numéro 15 du Billboard 200 et a passé 138 semaines sur les charts, obtenant une certification RIAA de 6 × Platine, sa plus grande à ce jour.
En octobre 2004, un cancer du sein avait été diagnostiqué chez Melissa, qui a subi une chirurgie et une chimiothérapie. Aux Grammy Awards 2005, elle a fait un retour sur scène et, bien que chauve à cause de ses séances de chimiothérapie, elle a tenu à rendre hommage à Janis Joplin avec la chanson Piece of My Heart et la performance de Melissa a été largement saluée. Plus tard cette année-là, elle publia sa première compilation, Greatest Hits: The Road Less Traveled qui fut un succès, atteignant le numéro 14 sur le Billboard 200 et passant à l'or presque immédiatement. Son dernier album studio en date s'intitule One Way Out, publié en 2021.
Elle est connue pour son mélange de « paroles confessionnelles, de folk-rock basé sur la pop et de chants rauques et fumants ». Elle est également une activiste gaie et lesbienne depuis son coming out en public en janvier 1993. Elle a reçu quinze nominations aux Grammy Awards au cours de sa carrière, dont deux en 1993. En 2007, elle a remporté un Oscar de la meilleure chanson originale pour I Need to Wake Up du film An Inconvenient Truth. Elle est aussi actrice, ayant joué un petit rôle de prostituée dans le film de son ex-partenaire et réalisatrice, Julie Cypher, Teresa's Tattoo en 1994, Melissa a aussi écrit des chansons pour ce film. En septembre 2011, Melissa a reçu une étoile sur le Walk of Fame à Hollywood.

## Biographie

### Jeunesse et formation
Melissa est née à Leavenworth, au Kansas. Elle était la cadette de deux filles d’Elizabeth Williamson, consultante en informatique et de John Etheridge, professeur de constitution américaine à la Leavenworth High School. Son père était professeur de psychologie au secondaire, conseiller et directeur des sports à son alma mater, Leavenworth High School. Il est mort en août 1991. Sa mère était femme au foyer et analyste en informatique. Elle est maintenant à la retraite.
Elle a fréquenté la David Brewer School, qui est toujours située au 17, rue Osage. Elle a obtenu son diplôme en 1979 de la Leavenworth High School (LHS) à 10th Avenue et à Halderman. Elle était membre du premier groupe de musique / danse "Power and Life" à LHS. La maison de son enfance était située au 1902, rue Miami.
Son intérêt pour la musique a commencé tôt; Elle a commencé à jouer de la guitare à l'âge de 8 ans. Elle a ainsi joué dans des groupes de musique country tout au long de son adolescence, jusqu'à ce qu'elle déménage à Boston afin de fréquenter le Berklee College of Music.
À Berklee, Melissa a joué dans le circuit des clubs autour de Boston. Après trois semestres, elle décida de quitter Berklee et de se rendre à Los Angeles pour tenter une carrière dans la musique. Melissa a été découverte dans un bar appelé Vermie's à Pasadena, Californie. Elle s'était fait des amies dans une équipe de football féminine et celles-ci sont allées la voir jouer. L'une de ces femmes était Karla Leopold, dont le mari, Bill, était un dirigeant du secteur de la musique. Karla a convaincu son mari de venir la voir jouer en direct. Il fut  impressionné et fait depuis lors partie intégrante de la carrière de Melissa. Ceci, en plus de ses concerts dans des bars lesbiens autour de Los Angeles, a conduit à sa découverte par le chef d'Island Records, Chris Blackwell. Elle a reçu un contrat d'édition pour écrire des chansons pour des films dont celui de 1986, Weeds.
En 1985, avant sa signature, Melissa a envoyé sa démo à Olivia Records, une maison de disques lesbienne, mais a finalement été rejetée. Elle a sauvegardé la lettre de rejet, signée par "les femmes d'Olivia", qui a ensuite été présentée dans Intimate Portrait: Melissa Etheridge, le documentaire sur sa vie sur Lifetime Television.

### Carrière

#### 1988–1992: route vers la célébrité
Après un premier effort inédit qui avait été rejeté par Island Records, le qualifiant de trop poli et trop produit, elle a tout repris depuis le début en quatre jours à peine. Ainsi son premier album, Melissa Etheridge sorti en 1988, fut un succès underground alors que le single Bring Me Some Water, un succès à la radio, a été nommé pour un Grammy.
Au moment de la sortie de l'album, il n'était généralement pas connu que Melissa était lesbienne. Alors qu’elle était en tournée, elle s’est arrêtée à Memphis, dans le Tennessee, pour être interviewée dans le cadre de l’émission radiophonique Pulsebeat : Voice of the Heartland, expliquant l’intensité de sa musique en disant: "Mais mes chansons sont écrites sur les conflits que j’ai... Je n’ai de colère envers personne". Elle a invité le producteur de syndication radiophonique à assister à son concert ce soir-là. Il l'a fait et a été surpris de se trouver l'un des rares hommes présents.
Elle a ensuite poursuivi le succès de son premier album en contribuant à l'enregistrement de l'album The End of the Innocence de Don Henley pour lequel elle fait les chœurs sur la chanson Gimme What You Got. Puis elle entra en studio et enregistra son deuxième album Brave and Crazy, sorti en 1989.
Celui-ci suit la même formule musicale que son premier album, qui avait été nommé aux Grammy Awards. L'album a culminé à la 22e place du palmarès Billboard (à égalité avec son premier album). Melissa est ensuite partie sur la route, à l'instar de l'une de ses influences musicales, Bruce Springsteen, et a construit une base de fans fidèle. Elle a repris ses chansons Thunder Road et Born to Run lors de concerts.
En 1992, elle publie son troisième album, Never Enough. Semblable à ses deux précédents albums, celui-ci n’a pas atteint le sommet du hit-parade, mais a donné à Melissa son premier Grammy pour la meilleure performance vocale rock, féminine pour son single Ain't It Heavy. Cet album était considéré à cette époque comme le plus personnel et le plus mature de l'artiste. Avec des rumeurs qui circulaient autour de sa sexualité (Elle n'avait pas encore fait son "coming out"), l'album semblait adresser par inadvertance ces rumeurs.
En 1992, Melissa a créé une bourse pour les arts du spectacle à la Leavenworth High School en l'honneur de son père. Elle a dit que son père avait l'habitude de "passer ses week-ends à me conduire à Kansas City et tous les endroits autour de moi pour que je puisse jouer dans des groupes. J'étais mineure et je n'aurais pas pu y arriver sans lui".

#### 1993–1995:Yes I Am
Le 21 septembre 1993, après s'être publiquement déclarée lesbienne plus tôt dans l'année, elle publia Yes I Am. L'album deviendrait son le plus révolutionnaire. Coproduit avec Hugh Padgham, Yes I Am a passé 138 semaines sur le Billboard 200 et a culminé à la 15e place également atteint le no 1 sur les charts adultes contemporain du magazine Billboard. Sur le plan des ventes, Yes I Am a obtenu une certification RIAA de 6 × Platine, ce qui en fait son album le plus vendu à ce jour.
Melissa a remporté son deuxième Grammy pour la meilleure performance vocale de rock féminine pour son single Come to My Window, basé sur une scène troublante dans le film sur Pavarotti, Yes, Giorgio. Elle a également remporté deux autres nominations dans la catégorie Meilleure chanson rock pour I'm The Only One et Come To My Window, perdant contre Streets of Philadelphia de Bruce Springsteen.
En 1993, Melissa a boycotté la diffusion de spectacles dans le Colorado lors de l'adoption de l'amendement 2.
Lors d'une visite à Leavenworth en novembre 1994, elle donna un concert de bienfaisance dans le cadre de la construction d'un nouveau parc près du lycée. Un terrain de balle dans un parc sera nommé d'après son père. Pendant son séjour là-bas, elle a également fait un don d’argent pour aider à rénover le Performing Arts Center à Leavenworth, au 401 Delaware.
En 1994, Melissa joua une reprise de Burning Love à Memphis, au cours de It's Now Or Never, The Tribute to Elvis.
En 1994 également, VH-1 lui a rendu hommage pour son travail au sein de l'organisation de lutte contre le sida L.A. Shanti. À l'occasion de l'émission télévisée, elle a souligné l'apparition avec une performance de I'm The Only One et un duo avec Sammy Hagar reprenant la chanson des Rolling Stones, Honky Tonk Women.
Le cinquième single de l'album, If I Wanted To, a fait ses débuts en février 1995 sur le Billboard Hot 100 au numéro 25, les débuts les plus réussis pour un single en 1995.

#### 1995-2002: après sa percée
Le succès de Yes I Am a contribué à augmenter les ventes des albums précédents de Melissa. En 1995, l'album Melissa Etheridge a obtenu une certification RIAA de 2 × Platine, tandis que Never Enough a obtenu une certification RIAA Platine.
La suite à Yes I Am a été un succès modéré, Your Little Secret. L’album n’a pas été aussi bien accueilli par les critiques que les précédents enregistrements de Melissa. Avec un single du même nom, Your Little Secret est l’album le plus marquant de la carrière de l'artiste, ayant atteint la 6e place du palmarès des albums du Billboard; Cependant, l'album n'a passé que 41 semaines sur les charts. L'album a produit deux singles du Top 40 I Wanna To Come Over (Billboard No 22, RPM No 1) et Nowhere to Go (Billboard No 40) et a obtenu une certification RIAA de 2 × Platine, inférieure à Yes.
En 1996, Etheridge a remporté le prix du compositeur de l'année ASCAP. Elle a également pris une longue pause dans l'industrie de la musique pour se concentrer sur ses arrangements domestiques. Elle a également enregistré Sin Tener A Donde Ir pour l'album de prévention du sida, Silencio = Muerte: Red Hot + Latin, produit par la Red Hot Organisation.
Elle est apparue dans Sesame Street, où elle a chanté Like The Way U Do, alors qu'elle dansait avec une grande lettre rouge "U".
En 1997, elle est apparue dans le sitcom de et avec Ellen DeGeneres, Ellen dans l'épisode : The Puppy Episode.
Melissa est revenue dans les charts avec la sortie de Breakdown en octobre 1999. Cet album a culminé à la 12e place des charts du  Billboard et a passé 18 semaines dans les charts. Malgré cela, c'est le seul album de sa carrière à être nommé pour un Grammy Award du meilleur album rock (défait par Supernatural de Santana). En outre, son single Angels Would Fall a été nommé dans deux catégories: Meilleure performance vocale rock féminine (défaite par Sheryl Crow) et Meilleure chanson rock (défaite par les Red Hot Chili Peppers) en 2000. Un an plus tard, un autre single de l'album, Enough of Me, a été nommé pour la meilleure performance vocale de rock féminine (perdant également à Sheryl Crow). L’album a obtenu la certification Gold de la RIAA, mais a vendu moins de copies que les cinq albums précédents de Melissa.
L’année 2001 a vu la sortie de Skin, un album qu’elle a décrit comme "le plus proche que je suis jamais allé pour enregistrer un album concept. Il a un début, un milieu et une fin. C’est un voyage." Skin a recueilli des critiques généralement positives et Metacritic a marqué l'album 73% sur 9 critiques. Enregistrée après sa rupture avec sa partenaire Julie Cypher, Skin est décrite comme "une dissection déchirante, clairement autobiographique d'une relation en décomposition". Malgré des critiques positives, Skin s'est vendu à moins de 500 000 exemplaires. Sur les charts Billboard, il a culminé à la 9e place mais a quitté le Top 200 après seulement 12 semaines. Le single I Want to Be in Love a été nommé pour la Meilleure performance vocale rock féminine (perdue par Lucinda Williams). Le clip vidéo de cette chanson met en vedette Jennifer Aniston.

#### 2004-2008:Lucky, diagnostic de cancer, Oscars etThe Awakening
Melissa a commencé l'année 2004 avec la sortie de son huitième album, Lucky, le 10 février, elle entrait maintenant dans une nouvelle relation avec l'actrice Tammy Lynn Michaels, avec qui elle avait commencé à sortir en 2001. De la même façon que Skin, ce dernier album s'est vendu à moins de 500 000 exemplaires vendus selon les charts du Billboard où il a culminé au # 15 et passé 13 semaines sur les charts. L'album a également obtenu une nomination aux Grammy Awards pour la reprise par Melissa dans la chanson Breathe de Greenwheel, récompensée par le Grammy Award de la meilleure performance vocale rock, Solo (défait par Bruce Springsteen).
En octobre 2004, un cancer du sein a été diagnostiqué chez Melissa. Aux 2005 Grammy Awards (la même cérémonie pour laquelle Breathe a été nommée), elle a fait un retour sur scène et, bien que chauve des suites de sa chimiothérapie, a rendu hommage à Janis Joplin avec la chanson Piece of My Heart.
Le 10 septembre 2005, Melissa a participé à ReAct Now: Music & Relief, un téléthon de soutien aux victimes de l’ouragan Katrina. ReAct Now, dans le cadre d’un effort continu de MTV, VH1, CMT, cherche à collecter des fonds pour la Croix-Rouge américaine, l’Armée du Salut et l’America Second Harvest. Elle a présenté une nouvelle chanson spécialement écrite pour l'occasion et intitulée 4 Days. La chanson a cappella incluait des thèmes et des images qui faisaient la une après le passage de l'ouragan. Les autres œuvres de bienfaisance qu'elle soutient comprennent The Dream Foundation et Love Our Children USA.
Le 15 novembre 2005, elle est apparue à The Tonight Show avec Jay Leno pour interpréter sa chanson I Run for Life.
Melissa se produit lors de la troisième nuit de la Convention Nationale Démocrate de 2008 à Denver, au Colorado.
Elle a écrit I Need to Wake Up pour le documentaire An Inconvenient Truth, qui a remporté l'Oscar de la meilleure chanson originale en 2006. La chanson n'est sortie que sur la version améliorée de son plus grand album-compilation, The Road Less Traveled.
Elle a également été juge des 5th Independent Music Awards annuels destinés à soutenir la carrière d'artistes indépendants.
En août 2006, Melissa a également produit et interprété les pistes vocales de la bande originale de Brother Bear 2, notamment des collaborations avec Josh Kelley.
Le 7 juillet 2007, Etheridge s'est produit au stade Giants sur le segment américain de Live Earth. Elle a interprété les chansons Imagine That et What Happens Tomorrow de The Awakening, son dixième album, publié le 25 septembre 2007, ainsi que la chanson I Need To Wake Up avant de présenter Al Gore. Le 11 décembre 2007, elle s'est produite lors du concert du prix Nobel de la paix à Oslo, en Norvège, avec divers artistes, concert qui a été retransmis en direct dans plus de 100 pays. En outre, elle a joué à la Convention nationale démocratique des États-Unis d’Amérique le 27 août 2008.
En 2002, elle a publié une autobiographie intitulée "La vérité est: ma vie dans l'amour et la musique".

#### 2009-2015:Fearless Love,4thStreet FeelingetThis Is M.E..
En juillet 2009, Melissa a annoncé via son site Web qu'elle et John Shanks commenceraient à enregistrer son onzième album studio l'été suivant. C'était la première fois depuis 1999 qu'Etheridge et Shanks étaient les seuls impliqués dans la production d'un projet.
Etheridge a été présenté dans le docudrame sur le cancer du sein d'UniGlobe Entertainment intitulé 1 a Minute, publié en 2010. Le documentaire est réalisé par l'actrice Namrata Singh Gujral et comprendra également des survivantes du cancer du sein, Olivia Newton-John, Diahann Carroll, Namrata Singh Gujral, Mumtaz et Jaclyn Smith, ainsi que William Baldwin, Daniel Baldwin et Priya Dutt. Le long métrage est raconté par Kelly McGillis. Le film sera également interprété par Bárbara Mori, Lisa Ray, Deepak Chopra et Morgan Brittany.
Etheridge a également organisé une soirée d'écoute privée au Sunset Sessions de Michele Clark en 2010. Elle a fait ses débuts avec son album Fearless Love lors de l'événement tenu au Rancho Bernardo Inn où elle a répondu à une question et a joué un ensemble acoustique de ses nouveaux singles devant participants à la convention et environ 50 auditeurs de la station hôte KPRI / San Diego. Etheridge a interprété le titre Fearless Love de son album et Come to My Window de 1993 le 27 avril 2010, diffusant Dancing with the Stars sur ABC.
Elle a interprété le rôle de St. Jimmy dans la comédie musicale à succès Broadway de Green Day, American Idiot, du 1er au 6 février 2011.
Melissa a déclaré en juillet 2011 qu'elle écrivait des chansons pour une comédie musicale écrite par sa partenaire, Linda Wallem.
Elle a joué son premier événement Pride le samedi 9 juin 2012 au Pittsburgh Pride's - Pride in the Street. Fierté dans la rue, rendue célèbre par la série Queer as Folk, est une fête qui se déroule sur Liberty Avenue entre les 9e et 10e rues.
À compter de juin 2012, Etheridge a annoncé dans son émission de radio que son nouveau CD, intitulé 4th Street Feeling, était terminé et devrait être publié le 4 septembre 2012. Elle a commencé sa tournée de soutien à l'album en octobre 2012.
Etheridge a interprété sa nouvelle chanson Uprising of Love lors de la célébration du réveillon du Nouvel An 2013-2014 à Times Square à New York, en même temps que l'interprétation de Imagine de John Lennon avant la chute du ballon. Le single est sorti sur iTunes le 28 janvier 2014.
En 2014, elle a été l'une des interprètes des cérémonies d'ouverture de WorldPride à Toronto, en Ontario, au Canada, aux côtés de Tom Robinson, Deborah Cox et Steve Grand.
Le 1er juillet 2014, elle a sorti Take My Number, le premier extrait de son 13e album studio This Is M.E" La pochette de cet album est une mosaïque comprenant des images soumises par des fans. Melissa explique la couverture de l'album sur son site officiel : "Parce que mes fans sont une partie énorme de MOI et que je ne serais pas MOI sans VOUS, j'ai pris des photos soumises par mes fans et les ai transformées en couverture de mon album." L'album est sorti le 30 septembre 2014.
Le 9 juin 2015, elle a sorti un album live intitulé : A Little Bit of Me: Live in L.A., qui a été enregistré lors du spectacle de clôture de la tournée américaine This Is ME Tour le 12 décembre 2014 à l'Orpheum Theatre, dans le centre-ville de Los Angeles.
Melissa a chanté l'hymne national lors du match de la Conférence de l'AFC entre les New England Patriots et les Kansas City Chiefs à Kansas City le 20 janvier 2019.

#### 2016-présent: Memphis Rock and Soul et The Medicine Show
Le 6 octobre 2016, Etheridge a publié son 13e album studio intitulé Memphis Rock and Soul, un album de reprises composé de chansons enregistrées à l'origine par des légendes telles qu'Otis Redding, William Bell et les Staples Singers.
Le 14 février 2019, il fut annoncé sur les pages de réseaux sociaux de Melissa que son 14e album studio à venir s'intitule The Medicine Show et promu par la tournée du même nom. Le 21 février 2019, le premier single de l'album intitulé Faded by Design sortit.

### Vie privée
Melissa est apparue publiquement comme lesbienne en janvier 1993 au Triangle Ball, une célébration gay de la première inauguration du président Bill Clinton. Elle a soutenu la campagne présidentielle de Clinton en 1992 et, depuis son coming out, est une militante des droits des homosexuels. Elle défend également les questions environnementales et, en 2006, elle a visité le Canada et les États-Unis avec du biodiesel.
Etheridge entretenait un partenariat de longue date avec Julie Cypher, et leur relation a été couverte dans The Advocate lorsqu’un entretien avec la rédactrice en chef Judy Wieder à Amsterdam a été publié en juillet 1994. The Great Dyke Hope a été publié. Etheridge a répondu à Wieder des questions sur les raisons pour lesquelles le couple voulait avoir des enfants : « Je pense que l'une des nombreuses craintes que les gens ont à propos de l'homosexualité concerne les enfants. Je pense que plus les parents homosexuels élèvent des personnes bonnes, fortes et compatissantes, meilleur sera le monde. » Au cours de ce partenariat, Julie a donné naissance à deux enfants, Bailey Jean, née le 10 février 1997, et Beckett, né en novembre 1998, engendrée par le donneur de sperme David Crosby. En 2000, Cypher a commencé à reconsidérer sa sexualité et le 19 septembre 2000, Melissa et Cypher ont annoncé leur séparation. En 2001, Melissa a documenté sa rupture avec Julie et d’autres expériences dans ses mémoires.
En 2002, Etheridge a commencé à fréquenter l’actrice Tammy Lynn Michaels. Les deux ont eu une cérémonie d'engagement le 20 septembre 2003. En avril 2006, Etheridge et Michaels ont annoncé que cette dernière était enceinte de jumeaux via un donneur de sperme anonyme. Tammy a donné naissance à une fille, Johnnie Rose, et à un fils, Miller Steven, le 17 octobre 2006.
En octobre 2008, cinq mois après que la Cour suprême de Californie ait annulé l'interdiction imposée par l'État au mariage entre personnes de même sexe, Melissa avait annoncé qu'elle et Michaels envisageaient de se marier, mais « essayaient actuellement de trouver le bon moment pour... ça. » En novembre 2008, à la suite de l'approbation de la Proposition 8 de la Californie interdisant le mariage homosexuel, Melissa a annoncé qu'elle ne paierait pas les impôts de son État en tant qu'acte de désobéissance civile. Le 15 avril 2010, elle et Michaels ont annoncé leur séparation. En mai 2012, il a été annoncé que la bataille de deux ans concernant les pensions alimentaires pour enfants avait été réglée.
En octobre 2004, Melissa a reçu un diagnostic de cancer du sein et une chimiothérapie. En octobre 2005, en l'honneur du Mois de la sensibilisation au cancer du sein, elle est apparue sur Dateline NBC avec Michaels pour discuter de sa lutte contre le cancer. Au moment de l'entretien, ses cheveux avaient repoussé après avoir été perdus au cours de la chimiothérapie. Elle a dit que sa partenaire l'avait beaucoup soutenue pendant sa maladie. Elle a également discuté de l'utilisation de marijuana à des fins médicales pendant le traitement de chimiothérapie. Elle a dit que le médicament avait amélioré son humeur et augmenté son appétit. Dans une entrevue accordée à Anderson Cooper le 15 juin 2009, Melissa a mentionné qu'elle utilisait toujours de la marijuana pour atténuer les effets du reflux acide ou dans des situations extrêmement stressantes. La marijuana est légale dans l'État de Californie.

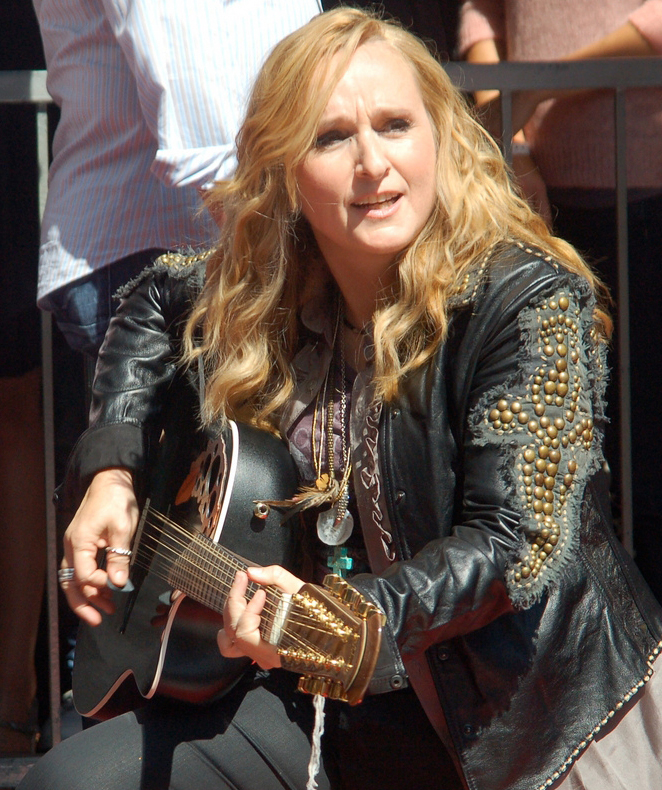
Etheridge se produisant lors d'une cérémonie en septembre 2011 où elle a reçu une étoile sur le Walk of Fame à Hollywood.

Etheridge a soutenu la décision de Barack Obama de faire parler le pasteur Rick Warren lors de son inauguration à la présidence de 2009, estimant qu'il pouvait parrainer un dialogue afin de combler le fossé entre chrétiens homosexuels et hétérosexuels. Elle a déclaré dans un article du Huffington Post : « Bien sûr, il y a beaucoup de gens odieux qui retiendront toujours leur fanatisme comme un enfant dans une couverture. Mais il y a aussi de bonnes personnes, chrétiennes et autres, qui commencent à écouter. »
En 2013, Etheridge a qualifié le choix d’Angelina Jolie d’avoir une double mastectomie afin d’éviter le cancer du sein comme un choix « effrayant » et non « courageux ». Melissa a confié lors d'une interview à Washington Blade : « Je pense que le cancer vient de l'intérieur de vous et que tout cela a à voir avec l'environnement de votre corps... C'est le stress qui allume ou non ce gêne... J'encourage vraiment les gens à aller chercher beaucoup plus loin avant d'arriver à cette conclusion. » À la suite de cette déclaration, Andrea Geduld, directrice du Centre de ressources sur la santé du sein au Mount Sinaï Hospital, a déclaré à KMBZ.com que les commentaires de Melissa étaient déplacés et qu'elle trouve les critiques de celle-ci sur Angelina Jolie embarrassantes, étant donné que le choix de cette dernière d'avoir une double mastectomie n'a pas été facile, « nous ne critiquerions pas quelqu'un qui décide de porter une ceinture de sécurité pour réduire le risque de décès dans un accident, alors je ne vois pas pourquoi nous critiquerions quelqu'un d'avoir une mastectomie alors que nous savons que cela réduit son risque de cancer. » Les experts ont également avertis que certaines déclarations de Melissa n'étaient pas exactes.
Dans une interview accordée à CNN en 2013 après les décisions de la Cour suprême des États-Unis dans États-Unis v. Windsor et Hollingsworth v. Perry, Melissa a déclaré qu'elle envisageait d'épouser sa partenaire Linda Wallem. Le couple s'est marié le 31 mai 2014 au ranch San Ysidro à Montecito, en Californie, deux jours après avoir eu 53 ans.
Elle a été présentée dans un épisode de 2015 de la série Who Do You Think You Are?
À partir de 2014, Melissa s'est associé à un dispensaire de marijuana à usage médical en Californie pour produire du vin infusé au cannabis. Elle et Greenway Compassionate Relief à Santa Cruz ont commencé modestement, fabriquant quelques barils de rouge infusés de CBD - l’équivalent médical non inducteur de THC - qui se sont vendus rapidement. « Les vignobles craignaient que les vins blancs ne deviennent verts et que personne ne veuille boire un vin vert », a déclaré Melissa. Elle a depuis élargi sa sélection de teintures sans étiquette pour inclure un shiraz, un grenache et enfin un cabernet.
Un article publié en 2016 dans le New York Times indiquait qu'elle portait des appareils auditifs.

## Discographie
Albums studio
- 1988 : Melissa Etheridge
- 1989 : Brave and Crazy
- 1992 : Never Enough
- 1993 : Yes I Am
- 1995 : Your Little Secret
- 1999 : Breakdown
- 2001 : Skin
- 2004 : Lucky
- 2007 : The Awakening
- 2008 : New Thought For Christmas
- 2010 : Fearless Love
- 2012 : 4th Street Feeling
- 2014 : This Is M.E.
- 2016 : MEmphis Rock And Soul
- 2019 : The Medicine Show
- 2021 : One Way Out

Albums live
- 1992 : Melissa Etheridge Live
- 2007 : The Awakening Live
- 2015 : A Little Bit of Me: Live in L.A

Compilations
- 2005 : Greatest Hits: The Road Less Traveled
- 2011 : Icon

Extended Play
- 2008 : Christmas In America - EP de 4 chansons extraites de l'album A New Thought For Christmas.

DVD
- 2002 : Melissa Etheridge...Live And Alone

Collaborations
- 1989 : The End of the Innocence de Don Henley - Chœurs sur Gimme What You Got avec Edie Brickell.
- 2003 : Put A Little Love In Your Heart de Gap Holiday : Maxi Single de 4 chansons.- Projet créé par The GAP pour soutenir les Boys & Girls Clubs of America. Le projet a enregistré une version de "Put A Little Love In Your Heart" en 2003.

## Filmographie
- Cinéma :
- 1987 : Scenes from the Goldmine de John Rocco - Vendeuse dans un magasin à rayons[3].
- 1990 : Arduous Moon - Court Métrage de Julie Cypher avec Ellen DeGeneres, k.d. lang, etc. - Elle-même[4].
- 1994 : Teresa's Tattoo de Julie Cypher. - Prostituée[5].
- Télévision :
- 1997 : Ellen - Série télé de Ellen DeGeneres - Épisode The Puppy Episode - Elle-même
- 1999 : Jackie's Back! - Téléfilm de Robert Townsend, avec Tim Curry, Whoopi Goldberg, Liza Minnelli, Dolly Parton, etc. - Elle-même[6].
- 1999 : The Sissy Duckling - Téléfilm d'animation de Anthony Bell - Prête sa voix au personnage de la maman d'Elmer[7].
- 2001 : Frasier - Série télé - Épisode Cranes Unplugged - Cleo
- 2004 : Les rois du Texas - Série télé - Épisode Phish and Wildlife - Topaz, chanteuse hippie
- Musiques de film :
- 1987 : Weeds ; Film de John D. Hancock. Melissa a coécrit la musique avec Angelo Badalamenti et Orville Stoeber.
- 1994 : Teresa's Tattoo - Artistes variés - 4 chansons écrites et jouées par Melissa et 1 écrite par elle et interprétée par Mare Winningham.
- 2006 : Brother Bear 2 - Artistes variés - 2 chansons de Melissa et 2 avec Josh Kelley.
- 2007 : An Inconvenient Truth - Chanson I Need to Wake Up.

## Prix et distinctions
Elle a obtenu l'Oscar de la meilleure chanson originale en 2007 pour I Need to Wake Up dans Une vérité qui dérange (An Inconvenient Truth).